# Henry Channon
Sir Henry Channon (7 de marzo de 1897 - 7 de octubre de 1958), a menudo conocido como Chips Channon, fue un político, autor y cronista conservador británico nacido en Estados Unidos. Channon se mudó a Inglaterra en 1920 y se volvió fuertemente antiestadounidense, sintiendo que las opiniones culturales y económicas estadounidenses amenazaban la civilización tradicional europea y británica. Escribió extensamente sobre estos puntos de vista. Channon se enamoró rápidamente de la sociedad londinense y se convirtió en un escalador social y político.
Channon fue elegido por primera vez como miembro del Parlamento (MP) en 1935. En su carrera política no logró alcanzar un cargo ministerial y no tuvo éxito en su búsqueda de un título nobiliario, pero es recordado como uno de los cronistas políticos y sociales más famosos del siglo XX. Sus diarios se publicaron por primera vez sólo en una edición eliminada; sin embargo, están en proceso de reedición en su totalidad por Hutchinson, editado por Simon Heffer, y el primer volumen apareció en marzo de 2021.

## Biografía

### Primeros años
Channon nació en Chicago en una familia angloamericana. En la vida adulta, decidió dar 1899 como su año de nacimiento, y se sintió avergonzado cuando un periódico británico reveló que el verdadero año era 1897. Su abuelo había inmigrado a los Estados Unidos a mediados del siglo XIX y estableció una rentable flota de barcos en los Grandes Lagos, que formaba la base de la riqueza de la familia. La abuela paterna de Channon era descendiente de colonos ingleses del siglo XVIII. 
Los padres de Channon eran Vesta (de soltera Westover) y Henry Channon II, conocido como Harry. Después de graduarse de la escuela Francis W. Parker y tomar clases en la Universidad de Chicago, Channon viajó a Francia con la Cruz Roja Americana en octubre de 1917 y se convirtió en agregado honorario de la embajada estadounidense en París al año siguiente. 
En 1920 y 1921, Channon estuvo en Christ Church, Oxford, donde recibió una licenciatura en francés, y adquirió el sobrenombre de «Chips». Comenzó una amistad de por vida con el príncipe Pablo de Yugoslavia, a quien en sus diarios llamó «la persona que más he amado». El Oxford Dictionary of National Biography (ODNB) dijo de esta fase de la vida de Channon, «adorando la sociedad londinense, el privilegio, el rango y la riqueza, se convirtió en un escalador social enérgico, implacable pero entrañable».  También se convirtió en autor.

### Autor
Channon rechazó su origen estadounidense y fue un apasionado de Europa en general e Inglaterra en particular. Estados Unidos, dijo, era «una amenaza para la paz y el futuro del mundo». Si triunfa, las antiguas civilizaciones, que aman la belleza, la paz, las artes, el rango y los privilegios, «desaparecerán del cuadro»  Su antiamericanismo se reflejó en su novela, Joan Kennedy (1929), descrita por los editores como «la historia del matrimonio de una niña inglesa con un estadounidense adinerado y de sus intentos de salvar el abismo creado por las diferencias de raza y educación». El antiamericanismo de Channon no le impidió vivir del dinero estadounidense. Una subvención de $ 90,000 de su padre y una herencia de $ 85,000 de su abuelo lo hicieron económicamente cómodo sin necesidad de trabajar. 
Escribió dos libros más: una segunda novela, Paradise City (1931) sobre los efectos desastrosos del capitalismo estadounidense, y una obra de no ficción, Los Luis de Baviera (1933). Este último, un estudio de las últimas generaciones de la dinastía de reyes bávaros de Wittelsbach, recibió excelentes noticias y se imprimió veinte años después. Algunas reservas críticas reflejaban la adulación de Channon por la realeza europea menor: The Manchester Guardian dijo de su relato de la revolución de 1918, «parece haber dependido casi exclusivamente de fuentes aristocráticas, que son claramente insuficientes». A pesar de esto, el libro fue descrito en su reedición en 1952 como «un estudio fascinante ... excelentemente escrito». Las revisiones tanto de la edición de 1933 como de la reedición destacaron una sección sobre arquitectura y decoración, la experiencia de Channon en la que tomó una forma práctica poco después de la publicación del libro cuando tuvo primero una gran casa y luego una casa de campo en la que participar. su pasión por el diseño.

### Matrimonio y política
En 1933, Channon se casó con la heredera cervecera Lady Honor Guinness (1909-1976), hija mayor de Rupert Guinness, segundo conde de Iveagh. En 1935, nació su único hijo, un hijo, al que llamaron Paul. El 31 de enero de 1936, los Channon se mudaron a una gran casa londinense en el número 5 de Belgrave Square, cerca de la casa londinense del duque de Kent, y dos años más tarde también adquirieron una finca en Kelvedon Hatch, cerca de Brentwood en Essex. Channon se estableció rápidamente como anfitrión de la sociedad, en su comedor azul y plateado diseñado por Stéphane Boudin y siguiendo el modelo del Amalienburg en Munich. Quizás el apogeo de su carrera en ese papel llegó el jueves 19 de noviembre de 1936, con una lista de invitados encabezada por Eduardo VIII, el príncipe Pablo de Yugoslavia, luego regente y su esposa, la princesa Olga de Grecia y Dinamarca, el duque de Kent y su esposa. La princesa Marina de Grecia y Dinamarca y la señora Simpson, de quien Channon era amigo y admirador. Veintidós días después, el 11 de diciembre, Eduardo abdicó .
Channon, que era un naturalizado ciudadano británico (el 11 de julio de 1933), se unió al Partido Conservador. En las elecciones generales de 1935, fue elegido miembro del Parlamento de Southend, el escaño que ocupaba anteriormente su suegra Gwendolen Guinness, condesa de Iveagh. Después de cambios de límites en 1950, fue devuelto a la nueva circunscripción de Southend West, ocupando el escaño hasta su muerte en 1958.
En 1936, el ministro conservador en ascenso Rab Butler, subsecretario de Estado parlamentario del Ministerio de Relaciones Exteriores, nombró a Channon como su secretario privado parlamentario. Butler estaba asociado con el ala del apaciguamiento del Partido Conservador, y Channon, al igual que con la abdicación, se encontró en el bando perdedor. En palabras del ODNB : «Siempre ferozmente anticomunista, fue uno de los primeros engañados de los nazis porque sus atractivos príncipes alemanes esperaban que Hitler pudiera estar preparándose para una restauración Hohenzollern». Así como después de la adhesión de Jorge VI, la posición de Channon en los círculos reales pasó de alto a bajo, también lo hizo, como apaciguador, su posición en el Partido Conservador después del fracaso del apaciguamiento y el nombramiento del anti-apaciguador Winston Churchill como primer ministro. Channon permaneció leal al suplantado Neville Chamberlain, brindando por él después de su caída como «el Rey sobre el Agua», y compartiendo la denigración de Butler de Churchill como «un mestizo estadounidense». El interés de Channon en la política se desvaneció después de esto, y se interesó cada vez más en los intereses de la familia Guinness, aunque siguió siendo un diputado concienzudo y popular. 
En julio de 1939, Channon conoció al paisajista Peter Daniel Coats (1910-1990), con quien comenzó una aventura que llevó a la separación de Channon de su esposa al año siguiente y la disolución del matrimonio en 1945. A pesar de la conducta de Channon, fue él quien demandó el divorcio. Su esposa, que lo había dejado en favor de un aviador checo, no impugnó la demanda y, por lo tanto, teóricamente era la parte inocente. Entre otros con los que se sabe que tuvo aventuras estaba el dramaturgo Terence Rattigan, y Channon mantuvo relaciones íntimas con el príncipe Paul de Yugoslavia y el duque de Kent, aunque se desconoce si esas relaciones eran platónicas o no. 
Una vez que quedó claro que no alcanzaría el cargo ministerial, Channon se centró en su otro objetivo de elevación a la nobleza, pero en esto tampoco tuvo éxito. El mayor honor que logró fue el título de caballero en 1957, el año anterior a su muerte.

## Legado

### Diarios
En varios momentos de su vida, Channon mantuvo una serie de diarios. Bajo su testamento, dejó sus diarios y otros materiales al Museo Británico «con la condición de que dichos diarios no se lean ... hasta el 60 años desde mi muerte». En 1967 se publicó una selección eliminada de los diarios. La necesidad de la expurgación queda ilustrada por la reacción de un contemporáneo de Oxford que, cuando se le dijo que no existían diarios de ese período, dijo: «¡Gracias a Dios!»  El editor de la edición original, Robert Rhodes James, dijo que vio a personas bien conectadas volverse blancas cuando se enteraron de que Channon había llevado un diario.
Una entrada en el diario de Channon de 1941, que describe su presentación a un joven miembro de la familia real griega en un cóctel en Atenas, es la primera referencia conocida al futuro matrimonio del Príncipe Felipe de Grecia y la presunta heredera de 15 años de edad del trono británico, la princesa Isabel: «Es extraordinariamente guapo, y recordé la conversación de la tarde con la princesa Nicholas [una tía de Philip]. Él será nuestro Príncipe Consorte, y por eso está sirviendo en nuestra Armada».
En sus comentarios que acompañan a la selección publicada, Rhodes James declaró que «Peter Coats editó el manuscrito original de los diarios». También afirmó que Coats organizó la preparación de un texto mecanografiado completo de los Diarios, ya que la letra de Channon a menudo era difícil de leer. Coats también llevó a cabo una expurgación inicial ante la discreción editorial ejercida por Rhodes James.
Robert Rhodes James cita en su introducción a los diarios un autorretrato escrito por Channon el 19 de julio de 1935:
A veces pienso que tengo un carácter inusual, capaz pero trivial; Tengo talento, intuición, buen gusto, pero ambición de segunda categoría: soy demasiado susceptible a los halagos; Odio y no me interesan todas las cosas que le gustan a la mayoría de los hombres, como los deportes, los negocios, las estadísticas, los debates, los discursos, la guerra y el clima; pero estoy fascinado por la lujuria, los muebles, el glamour, la sociedad y las joyas. Soy un organizador excelente y tengo una voluntad de hierro; Solo se me puede apelar a través de mi vanidad. De vez en cuando debo tener soledad: mi alma la anhela. Todo pensamiento se hace en soledad; sólo entonces soy parcialmente feliz.
Malcolm Muggeridge, al revisar los diarios publicados en The Observer en noviembre de 1967, escribió: «Ardillosamente adulador y esnob, como sólo puede serlo un americano adinerado que se encuentra entre las clases altas inglesas, con una comunión que a veces duele positivamente». «Y, sin embargo, ¡qué ojo tan agudo! ¡Qué maliciosa malicia! ¡Cuán bien escritos, veraces y honestos son, a su manera! ... ¡Qué alivio volverme hacia él después de la retórica ventosa de Sir Winston y todas esas narrativas plomizas de mariscales de campo, mariscales de aire y almirantes!» 
Los diarios, incluso en su forma revelada, provocaron una orden judicial por difamación de uno de los diputados parlamentarios de Channon, aunque el caso no llegó a los tribunales, ya que se resolvió en privado en la década posterior a la muerte de Channon. El historiador Alan Clark, diputado conservador desde febrero de 1974, se refiere en múltiples ocasiones a los diarios de Channon en sus propios diarios.
Cuatro volúmenes previamente desconocidos aparecieron en una venta de maleteros en 1991. Tras la muerte de Paul Channon se informó que su heredero, el nieto del cronista, estaba considerando autorizar la publicación de los textos sin censura.
Una edición sin censura de tres volúmenes, editada por el periodista e historiador Simon Heffer, está en proceso de publicación y el primer volumen se publicará a principios de marzo de 2021. Mientras que la edición de 1967 comenzó en 1934, la versión completa comienza en 1918. Sin embargo, los diarios que Channon escribió entre 1929 y 1933 siguen desaparecidos. El segundo y tercer volumen debieran aparecer a fines de 2021 y en 2022.

### Reputación
Richard Davenport-Hines, autor de la entrada de Channon en el Oxford Dictionary of National Biography (ODNB) comenta que Elliot Templeton en la novela de W. Somerset Maugham The Razor's Edge (1944) y el decepcionado maestro Crocker-Harris en Terence Rattigan La obra The Browning Version (1948) se inspiró en parte en Channon. Entre sus contemporáneos, su reputación varió de mayor a menor. Nancy Mitford dijo sobre el diario: «No puedes pensar en lo vil, rencoroso y tonto que es. Uno siempre pensó que Chips era bastante querido, pero era negro por dentro, ¡qué siniestro!». Duff Cooper pensó que Channon era un «tonto»  pero la viuda de Cooper, Lady Diana Cooper escribió inmediatamente después de la muerte de Channon, «nunca hubo un amigo más seguro o vivificante». . . . «Instaló a los poderosos en sus sillas doradas y exaltó a los humildes ... sin escatimar entregó sus riquezas y su compasión«"  El historiador de guerra Max Hastings se refirió a Channon como un «asno consumado».